# Municipio de Wood (condado de Wright)
El municipio de Wood (en inglés: Wood Township) es un municipio ubicado en el condado de Wright en el estado estadounidense de Misuri. En el año 2010 tenía una población de 1498 habitantes y una densidad poblacional de 8,82 personas por km².

## Geografía
El municipio de Wood se encuentra ubicado en las coordenadas 37°12′7″N 92°19′46″O / 37.20194, -92.32944. Según la Oficina del Censo de los Estados Unidos, el municipio tiene una superficie total de 169.86 km², de la cual 169,73 km² corresponden a tierra firme y (0,08 %) 0,13 km² es agua.

## Demografía
Según el censo de 2010, había 1498 personas residiendo en el municipio de Wood. La densidad de población era de 8,82 hab./km². De los 1498 habitantes, el municipio de Wood estaba compuesto por el 98,4 % blancos, el 0,07 % eran afroamericanos, el 0,67 % eran amerindios, el 0,13 % eran de otras razas y el 0,73 % eran de una mezcla de razas. Del total de la población el 1,07 % eran hispanos o latinos de cualquier raza.